# Rally de Asturias Histórico
El Rally de Asturias Histórico, anteriormente Rally Villa de Pravia, es una competición de rally que se celebra habitualmente el mes de junio en Pravia, Asturias, España, organizada por Pravia Autocompetición. La prueba es puntuable para los campeonatos de España y Asturias de vehículos históricos. En 2014 la prueba entró en el calendario del Campeonato de Europa de Rally Históricos.

## Palmarés
| Año  | Edición                              | Piloto                               | Copiloto                             | Vehículo                             | Series                               |
| ---- | ------------------------------------ | ------------------------------------ | ------------------------------------ | ------------------------------------ | ------------------------------------ |
| 2009 | 1º Rallye Villa de Pravia            | Fernando Rico                        | Sergio Martínez                      | Mitsubishi Lancer EVO VIII           |                                      |
| 2010 | 2º Rallye Villa de Pravia            | José Antonio Suárez                  | Cándido Carrera                      | Mitsubishi Lancer EVO X              |                                      |
| 2011 | 3º Rally Villa de Pravia Histórico   | Lolo Garcia                          | Alejandro López                      | Ford Escort MKII                     | España                               |
| 2012 | 4º Rally Villa de Pravia Histórico   | Lolo García                          | Javier Rodríguez                     | Ford Escort MKII                     | España                               |
| 2013 | 5º Rally Villa de Pravia Histórico   | Pablo López Albuerne                 | Javier Rodríguez                     | Ford Escort MKI                      | España                               |
| 2014 | 6º Rally de Asturias Histórico       | Pablo López                          | Javier Rodríguez                     | Ford Escort MKI                      | ERC, España                          |
| 2015 | 7º Rally de Asturias Histórico       | "Pedro"                              | Enmanuele Baldaccini                 | Lancia Delta Integrale 16V           | ERC, España                          |
| 2016 | 8º Rally de Asturias Histórico       | Erik Comas                           | Yannick Roche                        | Lancia Stratos HF                    | ERC, España                          |
| 2017 | 9º Rally de Asturias Histórico       | "Lucky"                              | Fabrizia Pons                        | Lancia Delta Integrale 16V           | ERC, España                          |
| 2018 | 10º Rally de Asturias Histórico      | Serge Cazaux                         | Maxime Vilmot                        | Ford Sierra Cosworth 4x4             | ERC, España                          |
| 2019 | 10º Rally de Asturias Histórico      | Karl Wagner                          | Gerda Zauner                         | Porsche 911 Carrera RS               | ERC, España                          |
| 2020 | No se celebró (Pandemia de COVID-19) | No se celebró (Pandemia de COVID-19) | No se celebró (Pandemia de COVID-19) | No se celebró (Pandemia de COVID-19) | No se celebró (Pandemia de COVID-19) |
| 2021 | 12º Rally de Asturias Histórico      | "Zippo"                              | Denis Piceno                         | Audi Quattro                         | ERC, España                          |
| 2022 | 13º Rally de Asturias Histórico      | "Zippo"                              | Nicola Arena                         | Audi Quattro                         | ERC, España                          |
| 2023 | 14º Rally de Asturias Histórico      | "Zippo"                              | Denis Piceno                         | Audi Quattro                         | ERC, España                          |

- Referencias[2]